# Аланга
«Аланга» — бывший узбекистанский футбольный клуб из города Касан Кашкадарьинской области.

## Названия
- 2000-2001 — «Алтын Тола».
- 2009-2011 — «Еркурган».
- 2012 — «Ёшлик».
- с 2013 — «Аланга».

## История
Основан в 2000 году и возрождён в 2009 году. 2 сезона (2009 и 2010) провёл во Второй лиге чемпионата Узбекистана, ещё 7 сезонов (2000-2001 и 2011-2015) выступал в Первой лиге.

## Достижения
4-е место в Первой лиге (2011).